# Danny DeVito
Daniel Michael DeVito, Jr. (sinh ngày 17 tháng 11 năm 1944) là một diễn viên và nhà làm phim người Mỹ. Ông nổi bật lên với vai diễn người đưa tin taxi Louie De Palma trong loạt phim truyền hình Taxi (1978–1983), thắng một Giải Quả cầu vàng và một giải Emmy.
Ông cũng nổi tiếng với các vai diễn trong các phim Tin Men, Throw Momma from the Train, One Flew Over the Cuckoo's Nest, Ruthless People, Man on the Moon, Terms of Endearment, Romancing the Stone, Twins, Batman Returns, Look Who's Talking Now, Big Fish, Other People's Money, Get Shorty, Be Cool, và L.A. Confidential và với lồng tiếng trong các phim Space Jam, Hercules và Thần Lorax.
DeVito và Michael Shamberg thành lập công ty Jersey Films. Thời gian ngắn sau đó, Stacey Sher trở thành người cùng đầu tư chung. Công ty sản xuất này được biết đến với các phim như: Pulp Fiction, Garden State và Freedom Writers. DeVito cũng sở hữu Jersey Television, sản xuất ra chuỗi chương trình cho Comedy Central mang tên Reno 911!. DeVito và vợ Rhea Perlman cùng đóng trong bộ phim năm 1996 Matilda, dựa trên tiểu thuyết cho trẻ em của Roald Dahl. DeVito cũng là một trong các nhà sản xuất được đề cử cho giải Oscar cho phim hay nhất với phim Erin Brockovich.
Ông đóng vai Frank Reynolds trong chương trình sitcom của FX và FXX, It's Always Sunny in Philadelphia. Ông đạo diễn, sản xuất và xuất hiện trong các bộ phim đồ hoạ, ngắn và kinh dị cho dự án Internet của ông The Blood Factory.
Tầm vóc thấp bé của DeVito là kết quả của bệnh nhiều dysplasia máu (bệnh Fairbank), một rối loạn di truyền hiếm gặp ảnh hưởng đến sự phát triển của xương.